# Xã Zumbehl, Quận St. Charles, Missouri
Xã Zumbehl (tiếng Anh: Zumbehl Township) là một xã thuộc quận St. Charles, tiểu bang Missouri, Hoa Kỳ. Năm 2010, dân số của xã này là 20.336 người.